# 분포 (연호)
분포(文保, ぶんぽう)는 일본의 연호(元号) 중 하나이다.
- 전후 : 쇼와(正和) 이후 - 겐오(元応) 이전.
- 시기 : 1317년 ~ 1318년
- 천황 : 하나조노 천황, 고다이고 천황
- 쇼군 : 가마쿠라 막부의 모리쿠니 친왕
- 싯켄 : 호조 다카토키

## 개원(改元)
- 쇼와 6년 2월 3일(율리우스력 1317년 3월 16일), 대지진 등에 의해 개원.
- 분포 3년 4월 28일(율리우스력 1319년 5월 18일), 겐오로 개원된다.

## 출전
『양서』의 「姫周基文、久保二七百。」

## 분포 시기에 일어난 일
- 원년
  - 분포 화담. (황위 계승 다툼을 막기 위해 막부가 중재안을 제의한 사건. 고후카쿠사 천황 자손측과 가메야마 천황 자손측이 교대로 즉위하기로 합의되었다)
- 2년
  - 고다이고 천황이 즉위하다.

## 서력과의 대조표
| 분포 | 원년   | 2년    | 3년    |
| ---- | ------ | ------ | ------ |
| 서력 | 1317년 | 1318년 | 1319년 |
| 간지 | 정사   | 무오   | 기미   |

## 같이 보기
- 일본의 연호 일람

| 이전 쇼와 | 일본의 연호 1317년 ~ 1319년 | 다음 겐오 |